# Exilisia fletcheri
Exilisia fletcheri là một loài bướm đêm thuộc phân họ Arctiinae, họ Erebidae.